# Jaski (Podlachie)
Pour les articles homonymes, voir Jaski.
Jaski est un village polonais du district administratif de Mońki, dans le powiat de Mońki, voïvodie de Podlachie, au Nord-Est du pays.